# 디스 크레이지 하트
《디스 크레이지 하트》(DIESES BESCHEUERTE HERZ, THIS CRAZY HEART)는 독일에서 제작된 마크 로테문트 감독의 2017년 코미디, 드라마 영화이다. 엘리아스 므바렉 등이 주연으로 출연하였다.

## 출연

### 주연
- 엘리아스 므바렉
- 필립 슈바르츠
- 우베 프레우스